# Nadezjda Rjasjkina
Nadezjda Rjasjkina (Russisch: Надежда Ряшкина) (Sokol (Oblast Magadan), 22 januari 1967) is een voormalige atlete op het onderdeel snelwandelen, die uitkwam voor de Sovjet-Unie en Rusland. Ze is voormalig wereldrecordhoudster op de 20 km snelwandelen, het bestaande record evenaarde zij in 1999. Ook is ze huidig wereldrecordhoudster op de 10.000 m snelwandelen. Dat record vestigde ze bij de Goodwill Games in 1990.
Haar enige aansprekende uitslag bij een internationaal titeltoernooi is een vierde plaats bij de WK indoor van 1989 in Boedapest.

## Titels
- Russisch kampioene 20 km snelwandelen - 1997
- Sovjet-kampioene 10 km snelwandelen - 1990

## Persoonlijke records
| Onderdeel             | Prestatie       | Datum                        | Plaats                   |
| --------------------- | --------------- | ---------------------------- | ------------------------ |
| 3000 m snelwandelen   | 12.07,82        | 7 juni 2000                  | Milaan                   |
| 5000 m snelwandelen   | 20.49,40        | 24 juli 1990                 | Seattle                  |
| 10.000 m snelwandelen | 41.56,23 (WR)   | 24 juli 1990                 | Seattle                  |
| 10 km snelwandelen    | 42.25           | 16 mei 1999 20 februari 1998 | Sesto San Giovanni Adler |
| 20 km snelwandelen    | 1:27.30 (ex-WR) | 7 februari 1999              | Adler                    |

## Palmares

### 3000 m snelwandelen (indoor)
- 1989: 4e WK indoor - 12.12,98

### 10.000 m snelwandelen
- 1990:  Goodwill Games - 41.56,23
- 1998:  Goodwill Games - 44.25,99

### 10 km snelwandelen
- 1991: 8e Wereldbeker - 45.19
- 1998:  Europese beker - 43.06

### 20 km snelwandelen
- 2002: 11e Wereldbeker - 1:32.27